# Departamento de Salud Pública del Condado de Los Ángeles
El Departamento de Salud Pública del Condado de Los Ángeles (Los Angeles County Department of Public Health, DPH) es un departamento del gobierno del Condado de Los Ángeles, California. Tiene su sede en Los Ángeles.
DPH abrió en 2006. Anteriormente, el Departamento de Servicios de Salud del Condado de Los Ángeles (DHS) gestionó servicios de salud pública.